# Binger (Oklahoma)
Pour les articles homonymes, voir Binger.
Binger est une ville de l'Oklahoma, siège du comté de Caddo, aux États-Unis.

## Géographie
La ville de Binger est située à une cinquantaine de kilomètres à l'ouest de la ville d'Oklahoma City.

## Histoire
La ville de Binger est aujourd'hui le siège de la communauté amérindienne de la Nation des Caddos qui vivait autrefois jusqu'aux confins de la rivière Rouge du Sud à l'époque de la Louisiane française.